# Anii 930
Secole: Secolul al IX-lea - Secolul al X-lea - Secolul al XI-lea
Decenii: Anii 880 Anii 890 Anii 900 Anii 910 Anii 920 - Anii 930 - Anii 940 Anii 950 Anii 960 Anii 970 Anii 980
Ani: 930 | 931 | 932 | 933 | 934 | 935 | 936 | 937 | 938 | 939